# Strada Statale 37 del Maloja
Die Strada Statale 37 (SS37) ist eine italienische Staatsstraße, die 1928 zwischen Chiavenna und der Grenze zur Schweiz im Val Bregaglia festgelegt wurde, wo sie an die Hauptstrasse 3 anschließt. Sie geht zurück auf die 1923 festgelegte Strada nazionale 29. Ihre Länge beträgt 10 Kilometer. Weil die an der Grenze anschließende Hauptstrasse 3 über den Malojapass führt, erhielt die SS37 den namentlichen Titel „del Maloja“.